# Botiga de la Balda
Botiga de la Balda, altrament coneguda com a Botiga de Balda, va ser un local teatral situat en un antic magatzem propietat del marquès de Busianos, situat al carrer dels Trinitaris de València, al costat del pont i porticó de la Trinitat. La Botiga va ser gestionada per empresaris que l'arrendaven en concurs públic a l'Hospital. Els arrendadors formaven una companyia estable cada temporada, amb cossos per a teatre en vers, òpera i dansa. En tot cas, era l'òpera la que dominava la vida teatral valenciana del moment.

## Història
Quan el 1761 l'Ajuntament de València va aconseguir d'aixecar la prohibició de representar teatre que havia dictat Ferran VI a precs de l'arquebisbe Andrés Mayoral, va plantejar-se de bell antuvi reconstruir la Casa de Comèdies de l'Olivera, per a la qual cosa calia enderrocar les cases construïdes en el seu solar. Mentre això s'esdevenia, es va habilitar el magatzem esmentat bastint-hi un teatre en fusta. El caràcter irregular de la planta i l'escassa visibilitat de moltes de les localitats parlen a la clara del caràcter provisional de la solució adoptada. Tanmateix, les obres de la que havia de ser la nova Olivera no s'iniciaren fins a 1769, i el 1779 es van haver d'interrompre perquè, arran de l'incendi patit pel teatre de Saragossa aquest any, Carles III va prohibir de nou les representacions. I aquesta prohibició no va ser aixecada fins a 1789.
De forma pragmàtica, aleshores les autoritats municipals van decidir de construir un teatre de nova planta (el que va ser després el Principal), alhora que es va habilitar la Botiga per acollir un públic més aviat benestant i per encabir-hi les representacions del gènere dramàtic llavors en expansió: l'òpera. Per això es dotà la Botiga d'una fossa per als músics davant del prosceni, il·luminació amb llànties d'oli i espais i màquines per a les tramoies. El públic, al seu torn, seia a llotges, a les butaques arrenglerades en fileres (les llunetes) o en bancs al fons de la sala, les localitats més populars. No hi mancava tampoc l'aposento de les dones (la cazuela dels corrals).
Els problemes econòmics del període van retardar l'acabament del nou teatre, i la Guerra del Francès el va paralitzar, de forma que el Principal no es pogué inaugurar fins a 1832. Fins al dia abans d'aquesta inauguració, doncs, la Botiga de la Balda va continuar en funcionament.